# بالان کی. نایر
بالان کی. نایر (انگلیسی: Balan K. Nair; ۴ آوریل ۱۹۳۳ – ۲۶ اوت ۲۰۰۰) هنرپیشه اهل هند بود.
وی در سال ۱۹۸۰ برنده جایزه ملی فیلم بهترین بازیگر مرد شده‌است.

## فیلم‌شناسی
1. اهالیا (۱۹۷۸)
2. گدازه (۱۹۸۰)
3. کبرای هندی (۱۹۸۰)
4. کالبدگشایی (۱۹۸۲)
5. آهیمسا (۱۹۸۱)
6. موجودات خارق‌العاده (۱۹۸۲)
7. آمریکا، آمریکا (۱۹۸۳)
8. مرده‌شوی‌خانه (۱۹۸۳)
9. پالم (۱۹۸۳)
10. گذرنامه (۱۹۸۳)
11. گلوله (۱۹۸۴)
12. شاه کبرا (۱۹۸۴)
13. از فصل اول (۱۹۸۵)
14. ۱۹۲۱ (۱۹۸۸)
15. عبوس (۱۹۹۱)